# سلطنة الصبيحي
سلطنة الصبيحي هي إحدى «الكانتونات التسعة» التي وقعت اتفاقات حماية مع بريطانيا العظمى في أوائل القرن 19 وأصبحت جزءاً من محمية عدن البريطانية. أصبحت سلطنة الصبيحي جزء من الجمهورية اليمنية